# Рид, Сюзанна
Сюза́нна Викто́рия Рид (англ. Susanna Victoria Reid; род. 10 декабря 1970 года, Кройдон, Англия, Великобритания) — английская журналистка и телеведущая. Вместе с Чарли Стейтом и Биллом Тернбуллом была ведущей программы BBC Breakfast с 2003 года, пока в 2014 году не ушла вести программу «Good Morning Britain», выходящей на телеканале ITV.

## Биография
Сюзанна Рид родилась в Кройдоне, в Южном Лондоне. С 1975 по 1981 гг. обучалась в частной школе Крохэм Хёрст. Затем — в кройдонской Высшей школе с 1981 по 1987 гг. и в школе св. Павла для девочек с 1987 по 1989 гг. Родители Сюзанны развелись, когда ей было всего 9 лет. Мать её была медсестрой, а отец — консультант по управлению. В подростковом возрасте снялась в фильме по мотивам произведения Агаты Кристи «Spider’s Web» (1982).
Сюзанна Рид изучала политологию и философию в Бристольском университете с 1989 по 1992 гг.; в это же время Рид была редактором студенческой газеты Epigram. Позднее она осваивала профессию тележурналиста в Кардиффском университете.
Свою журналистскую карьеру Сюзанна начала на BBC Radio Bristol в 1994 году, а в 1996-м стала продюсером BBC Radio 5 Live. После два года проработала репортёром BBC News 24. Рид заметили, когда она, беременная своим первым ребёнком, решилась подменить ведущего новостей, который не вышел в эфир в 23:00. В свой первый телеэфир Сюзанна Виктория Рид сообщила населению о взятии Саддама Хусейна. В 2013 году Рид выиграла народное голосование «Кого вы считаете самым популярным ведущим BBC?»
С 2012 года Сюзанна Рид была главной телеведущей передачи BBC Breakfast наряду с Биллом Тернбуллом (по понедельникам, вторникам и средам), а ранее работала с Чарли Стейтом (по пятницам, субботам и воскресеньям). В 2010 году Рид ушла с поста ведущей, чтобы представлять передачу «Sunday Morning Live». 21 ноября 2010 года журналистка вернулась в BBC Breakfast на две недели.
Сюзанна ранее была также была ведущей новостей в шоу Эндрю Марра. 16 марта 2010 она ненадолго заменила его, когда он опаздывал после интервью с новым премьер-министром Дэвидом Кэмероном. С 10 марта 2013 года заменяла Эндрю, когда тот отсутствовал из-за перенесенного инсульта. 22 января 2009 года Рид была ведущей прямой трансляции премии Оскар для Би-би-си, а также делала репортаж с кинопремии 2010 года.
31 декабря 2013 года была ведущей программы New Year Live на BBC One.
В феврале 2014 года стало известно, что ITV пытается нанять Сюзанну Рид для своего нового утреннего шоу с зарплатой 1 миллион фунтов стерлингов. Ранее журналистка отрицала подобные заявления о переходе на ITV в декабре 2013. 3 марта 2014 года Би-би-си подтвердили переход Рид на ITV, где она будет вести программу Good Morning Britain. Сейчас Сюзанна ведет шоу с понедельника по четверг с 6 до 9 утра. C ноября 2015 по март 2021 года её соведущим был Пирс Морган, с которым постоянно конфликтовала в прямом эфире. Их эфирные перепалки известны широкой публике.

## Личная жизнь
Рид развелась со своим супругом Дэвидом Коттоном, спортивным корреспондентом в 2014 году после 16 лет совместной жизни. Несмотря на то, что «чувства остыли», по мнению Сюзанны Рид, она продолжает жить со своим мужем «счастливо» ради своих детей. В их браке родилось трое детей.